# Neostenoptera
Neostenoptera är ett släkte av tvåvingar. Neostenoptera ingår i familjen gallmyggor.
Kladogram enligt Catalogue of Life:
| Neostenoptera | \| \| Neostenoptera congoensis \| \| \| \| \| \| Neostenoptera kiefferi \| \| \| \| |
|               | \| \| Neostenoptera congoensis \| \| \| \| \| \| Neostenoptera kiefferi \| \| \| \| |
|               | Neostenoptera congoensis                                                            |
|               |                                                                                     |
|               | Neostenoptera kiefferi                                                              |
|               |                                                                                     |